# Albo d'oro del singolare maschile dell'Open di Francia
Questo è un elenco dei vincitori del singolare maschile dell'Open di Francia. Il torneo non si è svolto dal 1915 al 1919 e dal 1940 al 1945 a causa delle due guerre mondiali.

## Albo d'oro[1]
| Anno       | Vincitore                                    | Finalista                                    | Punteggio                                    |
| ---------- | -------------------------------------------- | -------------------------------------------- | -------------------------------------------- |
| 1891       | H. Briggs                                    | P. Baigneres                                 | 6–3, 6–2                                     |
| 1892       | Jean Schopfer                                | Francis Louis Fassitt                        | 6–2, 1–6, 6–2                                |
| 1893       | Laurent Riboulet                             | Jean Schopfer                                | 6–3, 6–3                                     |
| 1894       | André Vacherot (1)                           | Gérard Brosselin (1)                         | 1–6, 6–3, 6–3                                |
| 1895       | André Vacherot (2)                           | Laurent Riboulet                             | 9–7, 6–2                                     |
| 1896       | André Vacherot (3)                           | Gérard Brosselin (2)                         | 6–1, 7–5                                     |
| 1897       | Paul Aymé (1)                                | Francky Wardan                               | 4–6, 6–4, 6–2                                |
| 1898       | Paul Aymé (2)                                | Paul Lebréton (1)                            | 5–7, 6–1, 6–2                                |
| 1899       | Paul Aymé (3)                                | Paul Lebréton (2)                            | 9–7, 3–6, 6–3                                |
| 1900       | Paul Aymé (4)                                | Alain Prévost                                | 6–3, 6–0                                     |
| 1901       | André Vacherot (4)                           | Paul Lebréton (3)                            |                                              |
| 1902       | Michel Vacherot                              | Max Décugis (1)                              | 6–4, 6–2                                     |
| 1903       | Max Décugis (1)                              | André Vacherot (1)                           | 6–3, 6–2                                     |
| 1904       | Max Décugis (2)                              | André Vacherot (2)                           | 6–1, 9–7, 6–8, 6–1                           |
| 1905       | Maurice Germot (1)                           | André Vacherot (3)                           |                                              |
| 1906       | Maurice Germot (2)                           | Max Décugis (2)                              | 5–7, 6–3, 6–4, 1–6, 6–3                      |
| 1907       | Max Décugis (3)                              | Robert Wallet                                |                                              |
| 1908       | Max Décugis (4)                              | Maurice Germot (1)                           | 6–2, 6–1, 3–6, 10–8                          |
| 1909       | Max Décugis (5)                              | Maurice Germot (2)                           | 3–6, 2–6, 6–4, 6–4, 6–4                      |
| 1910       | Maurice Germot (3)                           | François Blanchy                             | 6–1, 6–3, 4–6, 6–3                           |
| 1911       | André Gobert (1)                             | Maurice Germot (3)                           | 6–1, 8–6, 7–5                                |
| 1912       | Max Décugis (6)                              | André Gobert (1)                             |                                              |
| 1913       | Max Décugis (7)                              | Georges Gault                                |                                              |
| 1914       | Max Décugis (8)                              | Jean Samazeuilh (1)                          | 3–6, 6–1, 6–4, 6–4                           |
| 1915- 1919 | Non disputato per la prima guerra mondiale   | Non disputato per la prima guerra mondiale   | Non disputato per la prima guerra mondiale   |
| 1920       | André Gobert (2)                             | Max Décugis (3)                              | 6–3, 3–6, 1–6, 6–2, 6–3                      |
| 1921       | Jean Samazeuilh                              | André Gobert (2)                             | 6–3, 6–3, 2–6, 7–5                           |
| 1922       | Henri Cochet (1)                             | Jean Samazeuilh (2)                          | 8–6, 6–3, 7–5                                |
| 1923       | François Blanchy                             | Max Décugis (4)                              | 1–6, 6–2, 6–0, 6–2                           |
| 1924       | Jean Borotra (1)                             | René Lacoste (1)                             | 7–5, 6–4, 0–6, 5–7, 6–2                      |
| 1925       | René Lacoste (1)                             | Jean Borotra (1)                             | 7–5, 6–1, 6–4                                |
| 1926       | Henri Cochet (2)                             | René Lacoste (2)                             | 6–2, 6–4, 6–3                                |
| 1927       | René Lacoste (2)                             | Bill Tilden (1)                              | 6–4, 4–6, 5–7, 6–3, 11–9                     |
| 1928       | Henri Cochet (3)                             | René Lacoste (3)                             | 5–7, 6–3, 6–1, 6–3                           |
| 1929       | René Lacoste (3)                             | Jean Borotra (2)                             | 6–3, 2–6, 6–0, 2–6, 8–6                      |
| 1930       | Henri Cochet (4)                             | Bill Tilden (2)                              | 3–6, 8–6, 6–3, 6–1                           |
| 1931       | Jean Borotra (2)                             | Christian Boussus                            | 2–6, 6–4, 7–5, 6–4                           |
| 1932       | Henri Cochet (5)                             | Giorgio De Stefani                           | 6–0, 6–4, 4–6, 6–3                           |
| 1933       | Jack Crawford                                | Henri Cochet                                 | 8–6, 6–1, 6–3                                |
| 1934       | Gottfried von Cramm (1)                      | Jack Crawford                                | 6–4, 7–9, 3–6, 7–5, 6–3                      |
| 1935       | Fred Perry                                   | Gottfried von Cramm                          | 6–3, 3–6, 6–1, 6–3                           |
| 1936       | Gottfried von Cramm (2)                      | Fred Perry                                   | 6–0, 2–6, 6–2, 2–6, 6–0                      |
| 1937       | Henner Henkel                                | Bunny Austin                                 | 6–1, 6–4, 6–3                                |
| 1938       | Don Budge                                    | Roderik Menzel                               | 6–3, 6–2, 6–4                                |
| 1939       | Don McNeill                                  | Bobby Riggs                                  | 7–5, 6–0, 6–3                                |
| 1940- 1945 | Non disputato per la seconda guerra mondiale | Non disputato per la seconda guerra mondiale | Non disputato per la seconda guerra mondiale |
| 1946       | Marcel Bernard                               | Jaroslav Drobný (1)                          | 3–6, 2–6, 6–1, 6–4, 6–3                      |
| 1947       | József Asbóth                                | Eric Sturgess (1)                            | 8–6, 7–5, 6–4                                |
| 1948       | Frank Parker (1)                             | Jaroslav Drobný (2)                          | 6–4, 7–5, 5–7, 8–6                           |
| 1949       | Frank Parker (2)                             | Budge Patty                                  | 6–3, 1–6, 6–1, 6–4                           |
| 1950       | Budge Patty                                  | Jaroslav Drobný (3)                          | 6–1, 6–2, 3–6, 5–7, 7–5                      |
| 1951       | Jaroslav Drobný (1)                          | Eric Sturgess (2)                            | 6–3, 6–3, 6–3                                |
| 1952       | Jaroslav Drobný (2)                          | Frank Sedgman                                | 6–2, 6–0, 3–6, 6–4                           |
| 1953       | Ken Rosewall (1)                             | Vic Seixas                                   | 6–3, 6–4, 1–6, 6–2                           |
| 1954       | Tony Trabert (1)                             | Art Larsen                                   | 6–4, 7–5, 6–1                                |
| 1955       | Tony Trabert (2)                             | Sven Davidson (1)                            | 2–6, 6–1, 6–4, 6–2                           |
| 1956       | Lew Hoad                                     | Sven Davidson (2)                            | 6–4, 8–6, 6–3                                |
| 1957       | Sven Davidson                                | Herbert Flam                                 | 6–3, 6–4, 6–4                                |
| 1958       | Mervyn Rose                                  | Luis Ayala (1)                               | 6–3, 6–4, 6–4                                |
| 1959       | Nicola Pietrangeli (1)                       | Ian Vermaak                                  | 3–6, 6–3, 6–4, 6–1                           |
| 1960       | Nicola Pietrangeli (2)                       | Luis Ayala (2)                               | 3–6, 6–3, 6–4, 4–6, 6–3                      |
| 1961       | Manuel Santana (1)                           | Nicola Pietrangeli (1)                       | 4–6, 6–1, 3–6, 6–0, 6–2                      |
| 1962       | Rod Laver (1)                                | Roy Emerson                                  | 3–6, 2–6, 6–3, 9–7, 6–2                      |
| 1963       | Roy Emerson (1)                              | Pierre Darmon                                | 3–6, 6–1, 6–4, 6–4                           |
| 1964       | Manuel Santana (2)                           | Nicola Pietrangeli (2)                       | 6–3, 6–1, 4–6, 7–5                           |
| 1965       | Fred Stolle                                  | Tony Roche (1)                               | 3–6, 6–0, 6–2, 6–3                           |
| 1966       | Tony Roche                                   | István Gulyás                                | 6–1, 6–4, 7–5                                |
| 1967       | Roy Emerson (2)                              | Tony Roche (2)                               | 6–1, 6–4, 2–6, 6–2                           |
| 1968       | Ken Rosewall (2)                             | Rod Laver                                    | 6–3, 6–1, 2–6, 6–2                           |
| 1969       | Rod Laver (2)                                | Ken Rosewall                                 | 6–4, 6–3, 6–4                                |
| 1970       | Jan Kodeš (1)                                | Željko Franulović                            | 6–2, 6–4, 6–0                                |
| 1971       | Jan Kodeš (2)                                | Ilie Năstase                                 | 8–6, 6–2, 2–6, 7–5                           |
| 1972       | Andrés Gimeno                                | Patrick Proisy                               | 4–6, 6–3, 6–1, 6–1                           |
| 1973       | Ilie Năstase                                 | Niki Pilic                                   | 6–3, 6–3, 6–0                                |
| 1974       | Björn Borg (1)                               | Manuel Orantes                               | 2–6, 6(1)–7, 6–0, 6–1, 6–1                   |
| 1975       | Björn Borg (2)                               | Guillermo Vilas (1)                          | 6–2, 6–3, 6–4                                |
| 1976       | Adriano Panatta                              | Harold Solomon                               | 6–1, 6–4, 4–6, 7–6(3)                        |
| 1977       | Guillermo Vilas                              | Brian Gottfried                              | 6–0, 6–3, 6–0                                |
| 1978       | Björn Borg (3)                               | Guillermo Vilas (2)                          | 6–1, 6–1, 6–3                                |
| 1979       | Björn Borg (4)                               | Víctor Pecci                                 | 6–3, 6–1, 6(6)–7, 6–4                        |
| 1980       | Björn Borg (5)                               | Vitas Gerulaitis                             | 6–4, 6–1, 6–2                                |
| 1981       | Björn Borg (6)                               | Ivan Lendl                                   | 6–1, 4–6, 6–2, 3–6, 6–1                      |
| 1982       | Mats Wilander (1)                            | Guillermo Vilas (3)                          | 1–6, 7–6(6), 6–0, 6–4                        |
| 1983       | Yannick Noah                                 | Mats Wilander                                | 6–2, 7–5, 7–6(3)                             |
| 1984       | Ivan Lendl (1)                               | John McEnroe                                 | 3–6, 2–6, 6–4, 7–5, 7–5                      |
| 1985       | Mats Wilander (2)                            | Ivan Lendl                                   | 3–6, 6–4, 6–2, 6–2                           |
| 1986       | Ivan Lendl (2)                               | Mikael Pernfors                              | 6–3, 6–2, 6–4                                |
| 1987       | Ivan Lendl (3)                               | Mats Wilander                                | 7–5, 6–2, 3–6, 7–6(3)                        |
| 1988       | Mats Wilander (3)                            | Henri Leconte                                | 7–5, 6–2, 6–1                                |
| 1989       | Michael Chang                                | Stefan Edberg                                | 6–1, 3–6, 4–6, 6–4, 6–2                      |
| 1990       | Andrés Gómez                                 | Andre Agassi (1)                             | 6–3, 2–6, 6–4, 6–4                           |
| 1991       | Jim Courier (1)                              | Andre Agassi (2)                             | 3–6, 6–4, 2–6, 6–1, 6–4                      |
| 1992       | Jim Courier (2)                              | Petr Korda                                   | 7–5, 6–2, 6–1                                |
| 1993       | Sergi Bruguera (1)                           | Jim Courier                                  | 6–4, 2–6, 6–2, 3–6, 6–3                      |
| 1994       | Sergi Bruguera (2)                           | Alberto Berasategui                          | 6–3, 7–5, 2–6, 6–1                           |
| 1995       | Thomas Muster                                | Michael Chang                                | 7–5, 6–2, 6–4                                |
| 1996       | Evgenij Kafel'nikov                          | Michael Stich                                | 7–6(4), 7–5, 7–6(4)                          |
| 1997       | Gustavo Kuerten (1)                          | Sergi Bruguera                               | 6–3, 6–4, 6–2                                |
| 1998       | Carlos Moyá                                  | Àlex Corretja (1)                            | 6–3, 7–5, 6–3                                |
| 1999       | Andre Agassi                                 | Andrij Medvedjev                             | 1–6, 2–6, 6–4, 6–3, 6–4                      |
| 2000       | Gustavo Kuerten (2)                          | Magnus Norman                                | 6–2, 6–3, 2–6, 7–6(6)                        |
| 2001       | Gustavo Kuerten (3)                          | Àlex Corretja (2)                            | 6(3)–7, 7–5, 6–2, 6–0                        |
| 2002       | Albert Costa                                 | Juan Carlos Ferrero                          | 6–1, 6–0, 4–6, 6–3                           |
| 2003       | Juan Carlos Ferrero                          | Martin Verkerk                               | 6–1, 6–3, 6–2                                |
| 2004       | Gastón Gaudio                                | Guillermo Coria                              | 0–6, 3–6, 6–4, 6–1, 8–6                      |
| 2005       | Rafael Nadal (1)                             | Mariano Puerta                               | 6(6)–7, 6–3, 6–1, 7–5                        |
| 2006       | Rafael Nadal (2)                             | Roger Federer (1)                            | 1–6, 6–1, 6–4, 7–6(4)                        |
| 2007       | Rafael Nadal (3)                             | Roger Federer (2)                            | 6–3, 4–6, 6–3, 6–4                           |
| 2008       | Rafael Nadal (4)                             | Roger Federer (3)                            | 6–1, 6–3, 6–0                                |
| 2009       | Roger Federer                                | Robin Söderling (1)                          | 6–1, 7–6(1), 6–4                             |
| 2010       | Rafael Nadal (5)                             | Robin Söderling (2)                          | 6–4, 6–2, 6–4                                |
| 2011       | Rafael Nadal (6)                             | Roger Federer (4)                            | 7–5, 7–6(3), 5–7, 6–1                        |
| 2012       | Rafael Nadal (7)                             | Novak Đoković (1)                            | 6–4, 6–3, 2–6, 7–5                           |
| 2013       | Rafael Nadal (8)                             | David Ferrer                                 | 6–3, 6–2, 6–3                                |
| 2014       | Rafael Nadal (9)                             | Novak Đoković (2)                            | 3–6, 7–5, 6–2, 6–4                           |
| 2015       | Stan Wawrinka                                | Novak Đoković (3)                            | 4–6, 6–4, 6–3, 6–4                           |
| 2016       | Novak Đoković (1)                            | Andy Murray                                  | 3–6, 6–1, 6–2, 6–4                           |
| 2017       | Rafael Nadal (10)                            | Stan Wawrinka                                | 6–2, 6–3, 6–1                                |
| 2018       | Rafael Nadal (11)                            | Dominic Thiem (1)                            | 6–4, 6–3, 6–2                                |
| 2019       | Rafael Nadal (12)                            | Dominic Thiem (2)                            | 6–3, 5–7, 6–1, 6–1                           |
| 2020       | Rafael Nadal (13)                            | Novak Đoković (4)                            | 6–0, 6–2, 7–5                                |
| 2021       | Novak Đoković (2)                            | Stefanos Tsitsipas                           | 6(6)–7, 2–6, 6–3, 6–2, 6–4                   |
| 2022       | Rafael Nadal (14)                            | Casper Ruud (1)                              | 6–3, 6–3, 6–0                                |
| 2023       | Novak Đoković (3)                            | Casper Ruud (2)                              | 7–6(1), 6–3, 7–5                             |
| 2024       | Carlos Alcaraz (1)                           | Alexander Zverev                             | 6–3, 2–6, 5–7, 6–1, 6–2                      |
| 2025       | Carlos Alcaraz (2)                           | Jannik Sinner                                | 4–6, 6(4)–7, 6–4, 7–6(3), 7–6(2)             |